# Danmarks riksdag
För Danmarks nuvarande riksdag, se Folketinget.
Danmarks riksdag var Danmarks parlament åren 1849-1953. Det var i sin tur uppdelad i Danmarks folketing och Danmarks landsting. Precis som efterträdaren, Danmarks folketing som enkammarparlament, sammanträdde man i Christiansborgs slott i centrala Köpenhamn.
Från 1884, då slottet drabbades av en brand, och fram till 1918, höll man till i de lokaler, som senare blev platsen för Østre Landsret .
Till att börja med fick bara män över 30 år vara medlemmar. Även en fjärdedel av den manliga befolkningen över 30 år, till exempel tjänstefolk och mottagare av fattigvård, var uteslutna.

### Fotnoter
1. ↑  ”Om Christinasborg; Historisk oversigt”. ungtinget.dk. Arkiverad från originalet den 30 oktober 2009. https://web.archive.org/web/20091030095324/http://www.ungtinget.dk/christiansborg/historisk-oversigt.asp. Läst 19 juli 2009.